# 霍普 (阿拉斯加州)
霍普（英語：Hope）是位於美國阿拉斯加州基奈半島自治市鎮的一個非建制地區和人口普查指定地區。根據2010年美國人口普查，該地人口為192人，而該地的面積約為134.10平方千米。

## 地理
霍普的座標為60°55′10″N 149°38′11″W / 60.91944°N 149.63639°W，而該地的平均海拔高度為13米（即43英尺）。